# 趙輔
趙輔（？—1486年），字良佐，南京鳳陽府鳳陽縣（今安徽省鳳陽縣）人，明朝軍事將領、武靖侯。

## 生平
其因父襲職為濟寧衛指揮使，明景帝即位后，因王直舉薦，升任都指揮僉事，充左參將，守懷來。天順年初，征入右府蒞事。成化元年，以中府都督同知拜征夷將軍，與韓雍討兩廣蠻叛，克大藤峽，還封武靖伯。成化三年，以總兵征遼東，與都御史李秉從撫順深入，有功后封侯。成化八年，征討蒙古入侵河套，后請求罷兵被撤職。贈容國公，謚恭肅。

## 征讨辽东
成化三年(1467)四月，女真首领董山等人接受明廷招抚，偕李古纳哈等人赴京师朝贡。八月，董山在广宁被诱杀，李古纳哈逃回建州。九月，明廷命靖虏将军赵辅等率领5万大军分道出师，直讨建州大本营佛阿拉。同时，明廷还“约会朝鲜兵”夹击建州。于是朝鲜派康纯等率领1万多兵马前往进剿，于九月二日渡过鸭绿江，二十九日袭击居住在婆猪江沿岸的李满住等诸寨，三十日破兀弥府，李满住及其子李古纳哈及管下286人被擒杀，並于1468年正月將俘虜獻給明宪宗。